# Evidaturus scopticus
Evidaturus scopticus är en kvalsterart som beskrevs av Cook 1983. Evidaturus scopticus ingår i släktet Evidaturus och familjen Aturidae. Inga underarter finns listade i Catalogue of Life.